# Campbell (Ohio)
Campbell és una ciutat dels Estats Units a l'estat d'Ohio. Segons el cens del 2000 tenia 9.460 habitants.

## Demografia
Segons el cens del 2000, Campbell tenia 9.460 habitants, 3.729 habitatges, i 2.602 famílies. La densitat de població era de 979,2 habitants per km².
Dels 3.729 habitatges en un 28,3% hi vivien nens de menys de 18 anys, en un 45,9% hi vivien parelles casades, en un 18,2% dones solteres, i en un 30,2% no eren unitats familiars. En el 28% dels habitatges hi vivien persones soles el 16,5% de les quals corresponia a persones de 65 anys o més que vivien soles. El nombre mitjà de persones vivint en cada habitatge era de 2,54 i el nombre mitjà de persones que vivien en cada família era de 3,1.
Per edats la població es repartia de la següent manera: un 25% tenia menys de 18 anys, un 8,1% entre 18 i 24, un 23,9% entre 25 i 44, un 22,1% de 45 a 60 i un 21% 65 anys o més.
L'edat mediana era de 40 anys. Per cada 100 dones de 18 o més anys hi havia 81,9 homes.
La renda mediana per habitatge era de 29.803 $ i la renda mediana per família de 37.500 $. Els homes tenien una renda mediana de 33.558 $ mentre que les dones 20.121 $. La renda per capita de la població era de 17.981 $. Aproximadament el 16,1% de les famílies i el 18,3% de la població estaven per davall del llindar de pobresa.

## Poblacions properes
El següent diagrama mostra les poblacions més properes.